# Фітофтора інфекційна
Фітофтора інфекційна (Phytophthora infestans) — вид ооміцетів порядку пітіальних, який викликає серйозне захворювання картоплі, відоме як фітофтороз або фітофтороз картоплі. Дуже шкідливий мікроскопічний організм, здатний вражати картоплю і знищувати її повністю: картопля стає гнилою і неїстівною. Фітофтороз був головною причиною європейської картопляної кризи у 1840-х роках, Великого голоду в Ірландії (1845), і картопляного голоду в Шотландії (1846).

## Біологія
До Європи вид завезли з Америки з вантажем картоплі на початку 1840-х. Також може інфікувати помідори та деякі інші види пасльонових.

## Генетика
Фітофтору разом з іншими ооміцетами спочатку включали до грибів за морфологічною подібністю. Цитологічні та біохімічні дослідження в другій половині XX-го сторіччя поставили таку класифікацію під сумнів. Із розвитком філогенетики (наприкінці XX-го — на початку XXI-го сторіччя) стало зрозуміло, що ооміцети, до яких зокрема належить фітофтора, являють собою окрему, досить віддалену від справжніх грибів гілку еволюції. 

## Різноманіття
У 80-ті роки XX століття в Європі почали траплятися сумісно два типи фітофторозу (А1 і А2). До того часу траплявся лише тип А1. Збудник розповсюджувався спорангіями і зооспорами й міг виживати лише на ураженій рослинній тканині. На тепер[коли?] є можливим статевий цикл його розвитку, що дозволяє утворювати нові статеві комбінації, які раніше були відомі лише в Мексиці, і ооспори, які можуть виживати в ґрунті.
За допомогою методів молекулярної біології в популяції розрізняють чотири гаплотипи: Ib, Ia, IIa і IIb, причому всі ізоляти гаплотипу Ib належать до сумісного типу А1, тоді, як серед гаплотипів Ia і IIa трапляються представники типу А1 і А2. Серед них і частка комплексних патотипів більша.

## Хвороби

### Фітофтороз картоплі

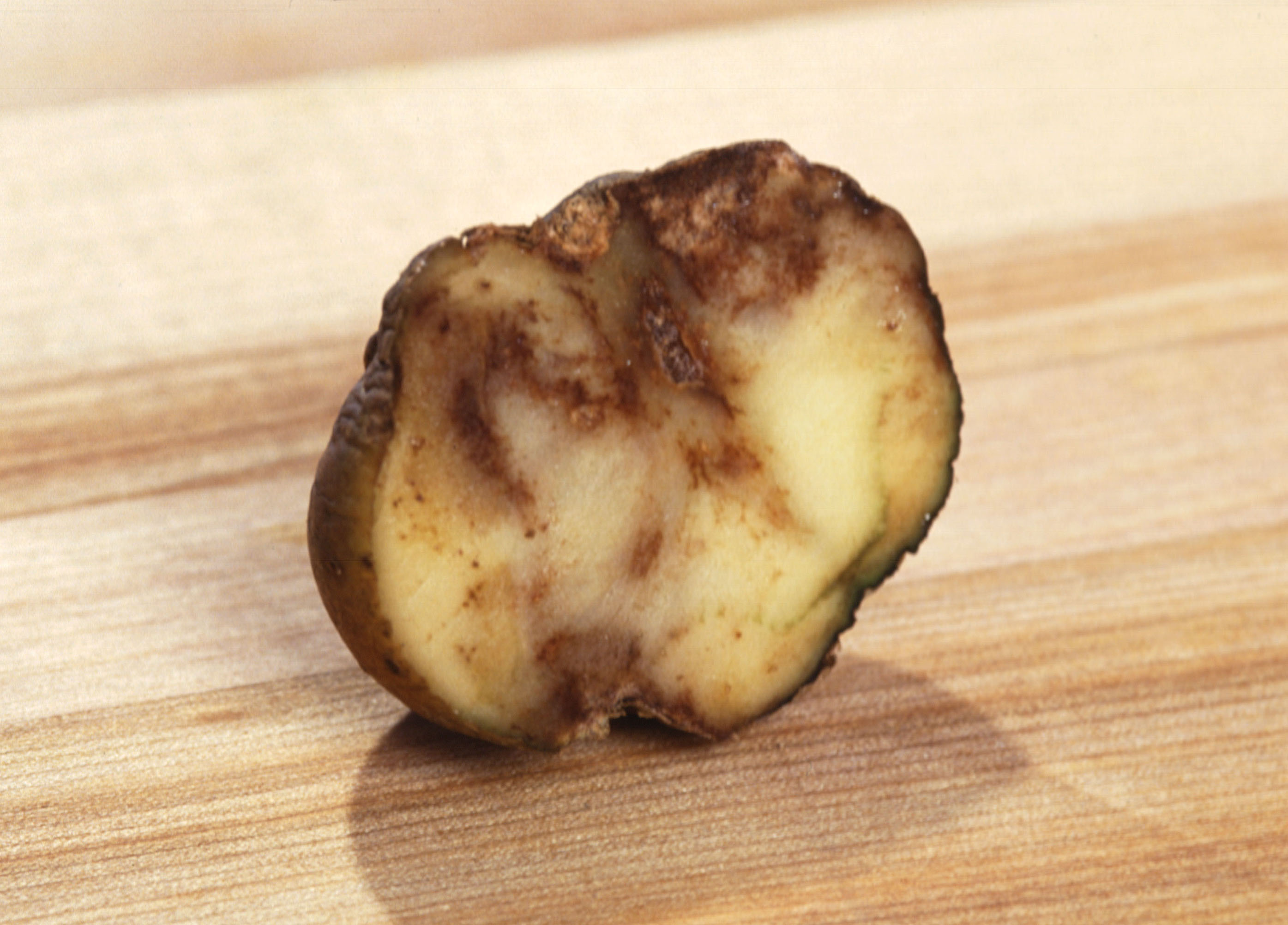
Бульба картоплі, уражена фітофторозом: зовнішня і внутрішня гниль

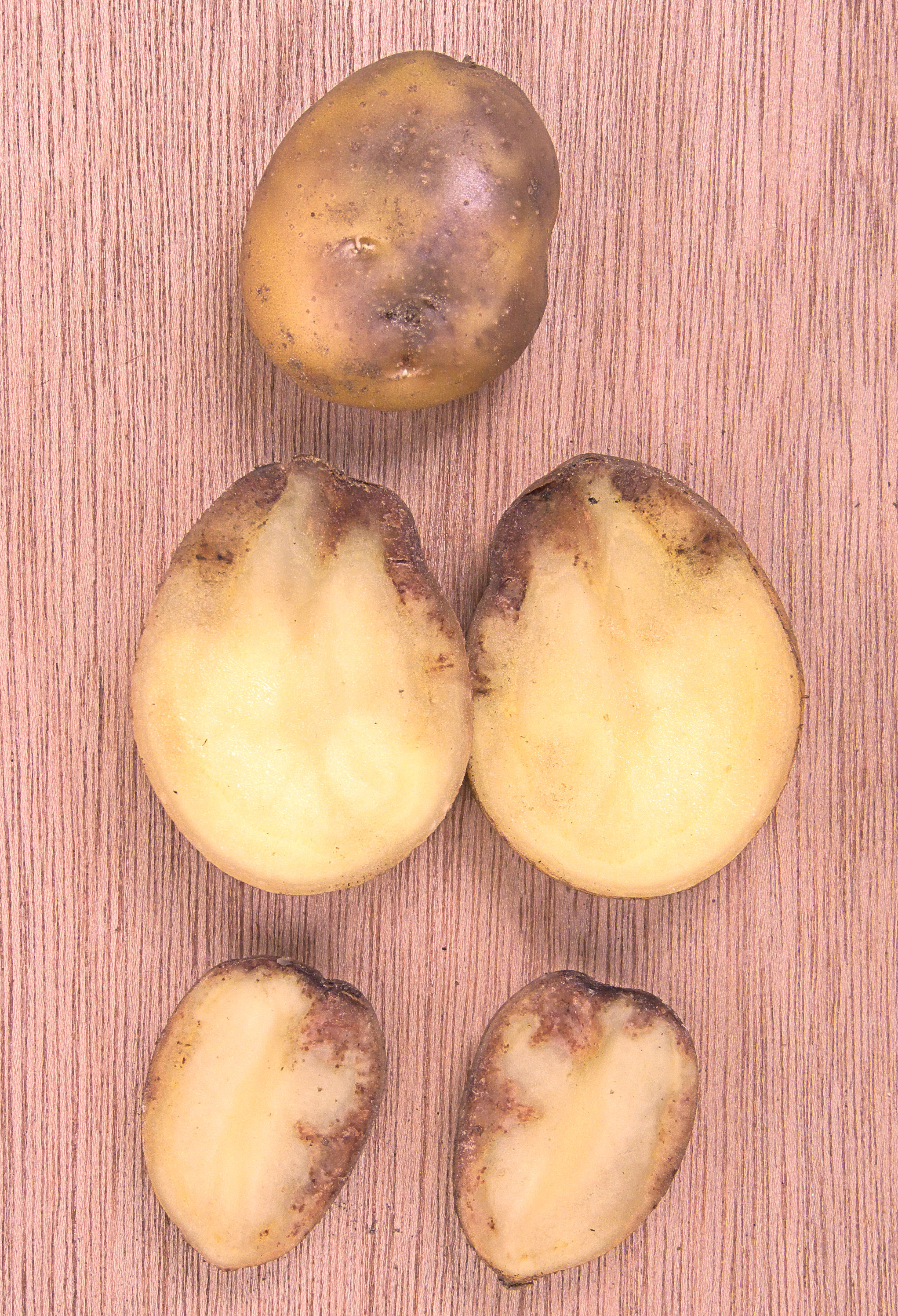
Симптоми на уражених бульбах

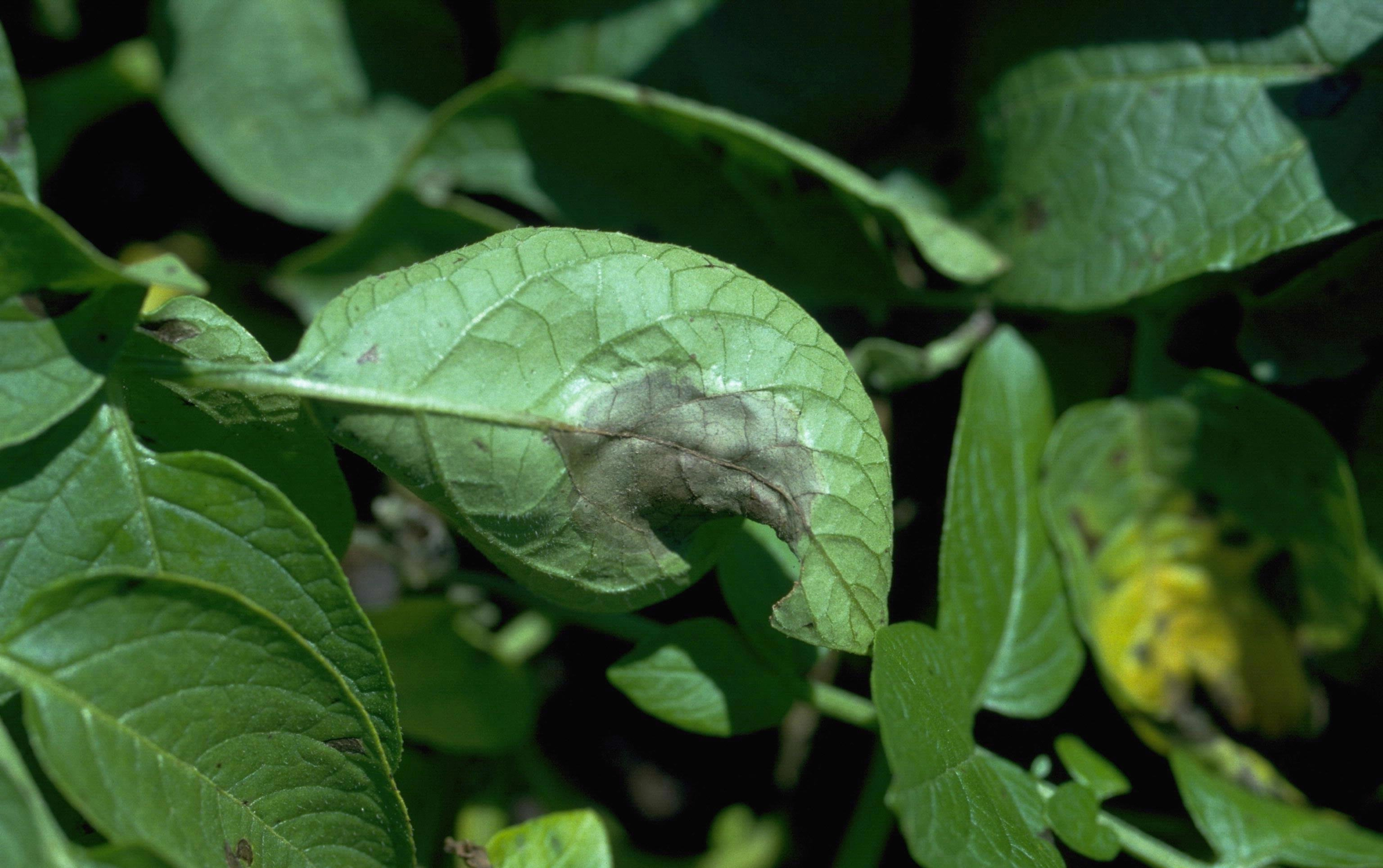
Симптоми фітофторозу на картопляному листі

Фітофтороз картоплі (картопляна гниль) є найшкідливішим захворюванням картоплі в більшості країн світу (можливий недобір урожаю до 70 %), викликає ураження листя, бульб. Головна небезпека хвороби — це величезна швидкість її розвитку. За сприятливих погодних умов чисельність популяції патогенів зростає експоненційно, а наростання хвороби у необроблених фунгіцидом посадках сприйнятливих сортів настільки стрімке, що від поодиноких хворих кущів через 10-15 днів може заразитися все поле, а за 2-3 тижні рослини можуть бути повністю знищені. За сприятливих для хвороби погодних умов усі рослини й навіть цілі поля можуть бути знищені протягом 1-2 тижнів ще до формування бульб. Серйозність фітофторозу коливається від місця до місця і з року в рік залежно під переважаючих погодних умов.
На території України захворювання поширене повсюдно. Зокрема, західноукраїнські регіони належать до зони підвищеної шкодочинності фітофторозу, де щороку спостерігають масовий розвиток цієї хвороби. Це призводить до значних втрат врожаю картоплі[джерело?].
Втрати врожаю від фітофторозу в Латвії, Примор'ї, Білорусі, західних областях України можуть сягати 50-60 %. У Росії щорічні втрати від цього захворювання в середньому складають близько 4 млн т. У роки епіфітотій продуктивність сприйнятливих до хвороби сортів без застосування спеціальних захисних засобів може знижуватися в 1,5-2 рази, а втрати врожаю досягати 50-60 %.
Втрати врожаю картоплі від фітофторозу в одній і тій же кліматичній
зоні неоднакові й залежать від багатьох факторів, в тому числі від часу появи хвороби й інтенсивності її розвитку. Раніша поява захворювання сприяє більшим втратам врожаю. Також сорт, група стиглості та ступінь його стійкості до хвороби, погодні умови, що спостерігаються у другій половині вегетації картоплі, а також умови вирощування культури впливають на шкодочинність фітофторозу.
Епіфітотії хвороби не лише спричинюють значні економічні збитки, а й призводять до звуження генетичної бази культури через втрату тих зразків генофонду картоплі, які через значне ураження не здатні сформувати урожай, випадаючи з подальшого використання.
Фітофторозом уражуються всі сорти картоплі і жоден із сортів не має повної стійкості до всіх рас шкідника. Біологічні особливості паразита проявляються в здатності вражати практично всі органи рослини: стебла, листки, суцвіття, бульби. Значною мірою саме цим обумовлено значне поширення й шкідливість хвороби.

### Фітофтороз томатів

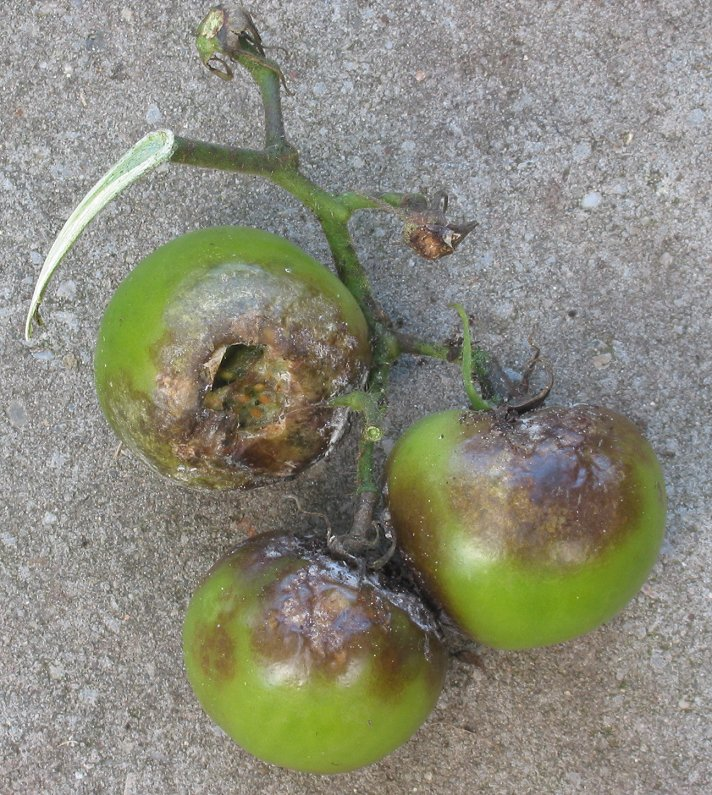
Симптоми на плодах томата

Фітофтороз (бура гниль томатів) вражає всі надземні органи рослини. На стеблах і черешках захворювання проявляється у вигляді плям, зазвичай подовжених, що часто зливаються; на листі — у вигляді сірувато-бурих плям неправильної форми. У вологу теплу погоду плями вкриваються білим пухнастим маслянистим нальотом зооспорангію ооміцетів, відбувається подальше перезараження рослин. Суцвіття чорніють, засихають квітконоси і чашолистки.
На плодах з'являються підшкірні, розпливчасті коричнювато-бурі тверді плями, які поступово збільшуються й охоплюють усю поверхню. Спочатку плід твердий, але потім розм'якшується. Розвиток хвороби триває й після дозрівання плодів.
Фітофтороз розвивається після затяжних туманів, дощів, взагалі високої вологості повітря, особливо сильно — при зниженні нічної температури. Хвороба, як правило, передається томатам від картоплі.
Фітофтороз меншою мірою загрожує сортам томату Білий налив 241, Ґрунтовий Грибовський 1180, Діброва, Відрадний, Грот, Гранд, Камея, Гея, Москвич, Прибутковий, Світанок, Сонячний, Боєць, Маленький принц, Морквяний, Вогні Москви, Ранеточка, Сніжана, Ягодка[джерело?].

## Інфікування
Цей паразит картоплі перезимовує в бульбах або в полі. До кінця літа, під час вологої, теплої погоди, грибок швидко розмножується, спочатку накидаючись на бадилля. Дощ змиває зооспори з хворих рослин, і вони з водою потрапляють у ґрунт, а через молоду шкірку потрапляють у бульби. Також можливе інфікування бульб під час збирання врожаю за контакту з хворим бадиллям. Крім того, в уражених бульб знижується лежкість унаслідок розвитку на них сапрофітних мікроорганізмів, які спричинюють гниття в період зимового зберігання. На таких бульбах швидко розвиваються збудники інших хвороб.

## Симптоми
На бульбах хвороба проявляється у вигляді твердих, темно-бурих плям. Уражені бульби згодом загнивають. На враженій фітофторозом бульбі видно іржу, гниль м'якоті, яка поширена у вигляді язичків всередину бульби, поверхня у неї вдавлена, плямиста.
При сильному ураженні бадилля фітофторозом перед збором урожаю його знищують механічним (скошують і спалюють) або хімічним способом (десикацією). Запізнення з видаленням бадилля, особливо в дощову погоду, приводить до швидкого накопичення інфекції на рослині і в ґрунті та може бути причиною значного ураження бульб.

## Запобігання фітофторозу
Одним зі способів боротьби з хворобою є обробіток сортів, стійких проти фітофтори.
- Не садити кущі помідорів та картоплі поряд.
- Садити кущі не дуже густо, для кращої вентиляції.
- Якщо рослини ростуть в теплиці — іноді піднімати температуру до 10-30°, для запобігання розвитку фітофтори.

Також можна користуватися спеціальними засобами або народними методами[джерело?].
Вважається, що серед засобів захисту картоплі від хвороб і шкідників найбільш економічно вигідним є створення і швидке впровадження у виробництво стійких сортів. Водночас на шляху застосування селекційного методу захисту картоплі від фітофторозу існує проблема, пов'язана з відсутністю у виду S.tuberosum L. ефективних генів резистентності проти хвороби.
Наповніше визначити цінність міжвидових гібридів за фітофторостійкістю бульб можна після оцінки вираження ознаки у потомства.

### Використанняфітонцидів
- Свіже, не пошкоджене заморозками листя горобини, висушують і вкладають в ящики або корзини разом з бульбами картоплі, зібраної з зараженої фітофторою ділянки. Пересипаючи їх стовченим листям (на 100 кілограмів картоплі потрібно 300 грамів сухого листя горобини) — навесні знизиться ураженість бульб фітофторою в результаті такої обробки.[22][неавторитетне джерело]

- Картоплю на зберігання можна закладати також спільно з головками часнику або злегка обприскувати його міцним настоєм лушпиння цибулі.[22][неавторитетне джерело]

### Використання хімічних засобів
- Обприскування бадилля картоплі слабким розчином мідного купоросу (2 грами речовини на 10 літрів води).[22] Перше обприскування проводять під час утворення бутонів, друге — під час цвітіння, третє — при появі фітофтори на бадиллі. При обприскуванні зменшується ураження бадилля і бульб фітофторою, збільшується врожай картоплі.[22]

- Для захисту картоплі від фітофторозу застосовують фунгіциди акробат МЦ, 69 % з. п. з нормою витрати 2 кг/га та ридоміл Голд МЦ 68 % з. п. з нормою витрати 2,5 кг/га. Ефективність цих засобів становить близько 60 %[джерело?].

## Боротьба з фітофторозом за допомогою фунгіцидів
| Препарат                                                         | Діюча речовина          | Норма витрати, кг/га | Перерва між обробками, днів | Примітка                                                | Захист від ураження | Захист від ураження | Захист від ураження | Захист від ураження | Спосіб дії     | Спосіб дії          | Спосіб дії        | Спосіб дії                 | Поширення «в» або «на» рослинах                |
| ---------------------------------------------------------------- | ----------------------- | -------------------- | --------------------------- | ------------------------------------------------------- | ------------------- | ------------------- | ------------------- | ------------------- | -------------- | ------------------- | ----------------- | -------------------------- | ---------------------------------------------- |
| Препарат                                                         | Діюча речовина          | Норма витрати, кг/га | Перерва між обробками, днів | Примітка                                                | листків             | стебел              | бульб               | приросту            | протек- тивний | кура- тивний        | еради- кативний   | стійкий до вимивання дощем | Поширення «в» або «на» рослинах                |
| Засоби контактної дії                                            |                         |                      |                             |                                                         |                     |                     |                     |                     |                |                     |                   |                            |                                                |
| Дитан М-45                                                       | Манкоцеб                | 1,8                  | 8-10                        | Препарати при низькому до середнього інфекційному тиску | ++                  | +                   | 0                   | 0                   | ++             | 0                   | 0                 | + (+)                      | Контактне                                      |
| Купроксат                                                        | Сульфат міді            | 5                    | 7-14                        | так само                                                | ++                  | +                   | 0                   | 0                   | ++             | 0                   | 0                 | + (+)                      | Контактне                                      |
| Оксихлорид міді, с.п.                                            | Хлорокис міді           | 5                    | 8-12                        | так само                                                | ?                   | ?                   | ?                   | ?                   | ?              | ?                   | ?                 | ?                          | ?                                              |
| Фунгуран                                                         | Хлорокис міді           | 6                    | 8-10                        | так само                                                | ?                   | ?                   | ?                   | ?                   | ?              | ?                   | ?                 | ?                          | ?                                              |
| Оксихом, с.п.                                                    | Хлорокис + Оксадиксил   | 1,9-2,1              | 8-10                        | так само                                                | ?                   | ?                   | ?                   | ?                   | ?              | ?                   | ?                 | ?                          | ?                                              |
| Полірам, в.г.                                                    | Метирам                 | 1,8                  | 7-10                        | так само                                                | ++                  | +                   | 0                   | 0                   | ++             | 0                   | 0                 | + (+)                      | Контактне                                      |
| Ширлан                                                           | Флуацінам               | 0,4                  | 8-14                        | Стійкий до змивання дощами                              | +++                 | +                   | ++(+)               | 0                   | +++            | align="center" \| 0 | 0                 | ++(+)                      | Контактне                                      |
| Ранман                                                           | Ціазофамід + FHS        | 0,2+0,15             | 8-14                        | так само                                                | +++                 | +                   |                     | 0                   | +++            | 0                   | 0                 | ++(+)                      | Контактне                                      |
| Засоби контактної і локально-системної дії                       |                         |                      |                             |                                                         |                     |                     |                     |                     |                |                     |                   |                            |                                                |
| Танос, в.г.                                                      | Фамоксадон + Симоксанил | 0,7                  | 8-14                        | При високому інфекційному тиску і перемінній погоді     | ++                  | +(+)                | 0                   | 0                   | ++             | ++                  | +                 | ++                         | ?                                              |
| Акробат МЦ, с.п.                                                 | Диметоморф + Манкоцеб   | 2                    | 8-14                        |                                                         | ++(+)               | +(+)                | ++                  | 0                   | ++(+)          | +                   | align="center" ++ | ++(+)                      | Контактне і локально-системне (трансламінарне) |
| Засоби контактної і системної дії                                |                         |                      |                             |                                                         |                     |                     |                     |                     |                |                     |                   |                            |                                                |
| Ридоміл Голд МЦ, 72 % с.п.                                       | Металаксил + Манкоцеб   | 2,5                  | 10-14                       | При високому інфекційному тиску і змінній погоді        | ++(+)               | ++                  |                     | ++                  | ++(+)          | ++(+)               | ++(+)             | +++                        | Системне                                       |
| Сандофан М 8                                                     | Оксадиксил + Манкоцеб   | 2                    | 10-14                       |                                                         | ?                   | ?                   | ?                   | ?                   | ?              | ?                   | ?                 | ?                          |                                                |
| Татту, 55 % к.с.                                                 | Пропамокарб + Манкоцеб  | 4                    | 10-14                       |                                                         | ++(+)               | ++                  | ++                  | +(+)                | ++(+)          | ++                  | ++                | +++                        | Системне                                       |
| Примітки: +++ → дуже хороша дія; ++ → хороша дія; + → слабка дія |                         |                      |                             |                                                         |                     |                     |                     |                     |                |                     |                   |                            |                                                |